# اوک کریک (ویسکانسین)
اوک گریک، ویسکانسین  (به انگلیسی: Oak Creek) شهری در شهرستان میلواکی ایالت ویسکانسین است که در سال ۱۹۵۵ بنیان‌گذاری شده‌است. این شهر طبق سرشماری سال ۲۰۱۰ میلادی ۳۴٬۴۵۱ نفر جمعیت داشته‌است.